# Madhuri Dixit

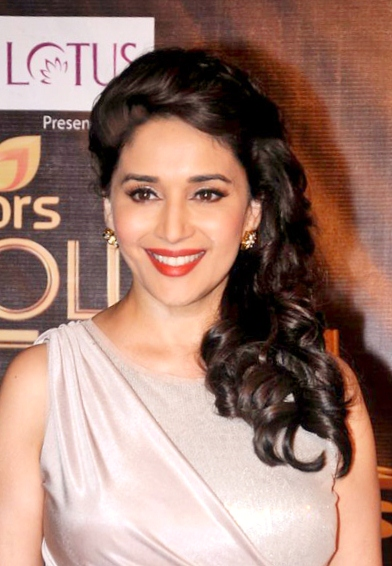
Madhuri Dixit 2013

Madhuri Dixit oder auch Madhuri Dixit Nene (Hindi, माधुरी दीक्षित, Mādhurī Dīkṣit, * 15. Mai 1967 in Mumbai, Maharashtra) ist eine indische Filmschauspielerin.

## Leben
Madhuri Dixit ist die Tochter eines Ingenieurs und einer Musikerin. Ihre erste Filmrolle erhielt sie noch während ihres Biologiestudiums am Parle-College 1984 in Abodh.
Dixit verbringt ihre Zeit sowohl in Indien als auch in Los Angeles, da sie im Jahr 1999 den amerikanischen Arzt Dr. Sriram Nene heiratete. Sie hat zwei Söhne: ihren ersten Sohn Arim (* 2003) und ihren zweiten Ryan, der im März 2005 zur Welt kam. Nachdem ihr erstes Kind geboren wurde, wollte sie ins Filmgeschäft zurückkehren, aber ihre zweite Schwangerschaft machte dies unmöglich. Nach der Geburt ihres zweiten Kindes nahm sie ihre aufgeschobenen Filmprojekte wieder auf.
Madhuri Dixit war die Muse und manchmal auch das Model für den bekannten indischen Maler M. F. Husain. Sie hatte auch eine Rolle in seinem Film Gaja Gamini (2000).
In Gulaab Gang singt Madhuri zum ersten Mal, zusammen mit ihrer Mutter Snehlata Dixit, das Lied Rangi Sari Gulaabi Chunariya.
2013 gründete Madhuri die Tanzwebseite Dance with Madhuri, in der sie Tanzbewegungen lehrt.
Von 2011 bis 2014 war Madhuri Jurymitglied der Tanz-Show Jhalak Dikhhla Jaa mit unter anderem Remo D’Souza, Karan Johar und Malaika Arora Khan.

### Karriere
Ihr erster Erfolg wurde 1988 Tezaab. Es folgten weitere Filme, mit denen sie zur Bollywood-Ikone der 1990er aufstieg. In Dil (1990) spielte sie eine arrogante reiche Tochter, die sich in einen ärmeren Jungen verliebt, der von Aamir Khan gespielt wurde. Zusammen fliehen sie, um gemeinsam zu leben. Dil wurde der erfolgreichste Film des Jahres in Indien mit den höchsten Einnahmen. Ihre größten Erfolge dieses Jahrzehnts waren Beta von 1992 und Khal Nayak von 1993. Ihr erfolgreichster Film insgesamt ist Hum Aapke Hain Koun…! aus dem Jahr 1994.
Im Jahr 1997 hatte sie die Hauptrolle im sehr erfolgreichen Film Dil To Pagal Hai – Mein Herz spielt verrückt, bei dem Yash Chopra Regie führte. Sie verkörperte die Tänzerin Pooja, die in einem Musical mitspielt. Der Film gewann mehrere Preise. Schließlich drehte sie im Jahr 2002 ihren letzten und international anerkanntesten Film Devdas an der Seite von zwei der großen Stars: Shah Rukh Khan und der ehemaligen Miss World Aishwarya Rai. Der Film wurde als erster indischer Bollywoodfilm beim Internationalen Filmfestival von Cannes gezeigt. Nach der Geburt ihrer zwei Söhne legte Dixit eine fünfjährige Pause ein. Im Jahr 2007 gab sie ihr Comeback und war in dem Yash Raj Films Aaja Nachle – Komm, tanz mit mir neben Konkona Sen Sharma und Kunal Kapoor zu sehen. Sie verkörperte die Rolle der Choreographin Dia, die nach dem Tod ihres ehemaligen Lehrer in ihre Heimat zurückkehrt und dort seine Tanzschule übernimmt. Der Film wurde ein Flop, doch das Lied Aaja Nachle wurde ein Hit und wird überwiegend auf Hochzeiten und Feiern abgespielt. Bis 2013 war Madhuri Dixit nicht mehr auf der Leinwand. Sie hatte zwei Tanzauftritte in den Filmen Bombay Talkies und Lass dein Glück nicht ziehen. 2014 erschienen am Jahresanfang zwei neue Filme von ihr. Ihr erster Film in dem Jahr war Dedh Ishqiya, der die Fortsetzung von Ishqiya ist, in dem Vidya Balan mitspielte. In der Fortsetzung spielt Dixit die reiche Witwe Begum Para und Naseeruddin Shah und Huma Qureshi spielen ebenfalls im Film mit. Der Gauner Shekhar verliebt sich in Begum und will sie heiraten. Aus einer Handvoll Männern sucht sich Begum Para den geeignetsten für ihren großen Palast aus, der anschließend die Stadt repräsentiert. Als Shekhar nicht der Auserwählte ist, heckt er einen Plan aus. Doch jemand durchkreuzt seinen Plan und entführt Begum. Der Film überzeugte die Kritiker, jedoch nicht das Publikum. Ihr zweiter Film im Jahre 2014 war ein frauenorientierter Film. In Gulaab Gang, das von der Gulabi Gang inspiriert worden ist, spielte Juhi Chawla eine negative Rolle. In Rajjos Rolle als Anführerin der Gang muss sie sich gegen die korrupte Politikerin Sumitra Devi durchsetzen, um ihren Traum von einer Schule im Dorf zu erfüllen, da ihr diese Möglichkeit verwehrt blieb aufgrund ihres Geschlechts. Als sie handgreiflich gegenüber Sumitra wird, kommt sie ins Gefängnis und lehrt dort die Frauen das Lesen.
2018 wurde sie in die Academy of Motion Picture Arts and Sciences berufen, die jährlich die Oscars vergibt.

## Filmografie

### Fernsehserien
- 1984: Bombay Meri Hai
- 1985: Paying Guest
- 2011–2014: Jhalak Dikhhla Jaa
- 2016: So You Think You Can Dance
- 2018–2021: Dance Deewane
- 2022: Fame Game (Das Ruhm-Spiel)

### Filme
- 1984: Abodh
- 1985: Awara Baap
- 1986: Swati
- 1986: Manav Hatya
- 1987: Hifazat
- 1987: Uttar Dakshin
- 1987: Mohre
- 1988: Dayavan
- 1988: Tezaab
- 1988: Khatron Ke Khiladi
- 1989: Vardi
- 1989: Ilaaka
- 1989: Prem Pratigyaa
- 1989: Paap Ka Anth
- 1989: Tridev
- 1989: Ram Lakhan
- 1989: Parinda
- 1989: Mujrim
- 1989: Kanoon Apna Apna
- 1990: Maha-Sangram
- 1990: Dil
- 1990: Jeevan Ek Sangharsh
- 1990: Sailaab
- 1990: Jamai Raja
- 1990: Thanedaar
- 1990: Pyaar Ka Devata
- 1990: Kishen Kanhaiya
- 1990: Deewana Mujh Sa Nahin
- 1990: Izzatdaar
- 1991: Khilaaf
- 1991: 100 Days
- 1991: Prahaar
- 1991: Saajan
- 1991: Pratikar
- 1991: Dharavi (Gastauftritt)
- 1992: Khel
- 1992: Beta
- 1992: Prem Deewane
- 1992: Sangeet
- 1992: Zindagi Ek Juaa
- 1993: Aansoo Bane Angaray
- 1993: Khal Nayak
- 1993: Phool
- 1993: Sahibaan
- 1993: Dil Tera Aashiq
- 1994: Hum Aapke Hain Koun…!
- 1994: Anjaam – Heute Liebe, morgen Rache (Anjaam)
- 1995: Raja
- 1995: Paappi Devataa
- 1995: Yaarana
- 1996: Prem Granth
- 1996: Rajkumar
- 1997: Glut der Rache – Koyla (Koyla)
- 1997: Mahaanta: The Film
- 1997: Dil To Pagal Hai – Mein Herz spielt verrückt (Dil To Pagal Hai)
- 1997: Mohabbat
- 1997: The Death Sentence: Mrityu Dand
- 1998: Gharwali Baharwali
- 1998: Wajood
- 1999: Aarzoo
- 2000: Pukar
- 2000: Gaja Gamini
- 2001: Yeh Raaste Hain Pyaar Ke
- 2001: Lajja – Schande (Lajja)
- 2002: Ich gehöre dir, meine Liebe (Hum Tumhare Hain Sanam)
- 2002: Devdas – Flamme unserer Liebe (Devdas)
- 2007: Aaja Nachle – Komm, tanz mit mir (Aaja Nachle)
- 2013: Bombay Talkies (Gastauftritt)
- 2013: Lass dein Glück nicht ziehen (Yeh Jawaani Hai Deewani, Gastauftritt im Lied Ghagra)
- 2014: Dedh Ishqiya
- 2014: Gulaab Gang
- 2018: Letzte Wunschliste (Bucket List)
- 2018: Mowgli: Legend of the Jungle (Mogli: Legende des Dschungels)
- 2019: Total Dhamaal
- 2019: 15. August
- 2019: Ewige Liebe (Kalank)

## Auszeichnungen
Madhuri Dixit gewann vier Filmfare Awards als beste Hauptdarstellerin sowie einen Preis als beste Darstellerin in einer Nebenrolle für ihre Arbeit im Film Devdas.
2011 bekam sie den Filmfare Award, weil sie schon 25 Jahre in der Filmindustrie tätig ist.